# Dentiovula eizoi
Dentiovula eizoi là một loài ốc biển, là động vật thân mềm chân bụng sống ở biển trong họ Ovulidae.